# Der Mann in der Wanne
Der Mann in der Wanne ist ein österreichisches Filmlustspiel in Gestalt eines Verwechslungsschwanks aus dem Jahre 1952 von Franz Antel mit Axel von Ambesser, Wolf Albach-Retty, Maria Andergast und Jeanette Schultze in den Hauptrollen. Die Geschichte basiert auf dem gleichnamigen Theaterstück von Karl Felmar und Ernst Friese.

## Handlung
Eigentlich sind der Salzburger Kunsthändler Albert Bühler und seine Ehefrau Inge glücklich miteinander verheiratet, doch eines Tages kommen Inge Zweifel an der ehelichen Treue ihres Gatten. Denn sie belauscht ein Telefonat ihrer in der Badewanne sitzenden „besseren Hälfte“ mit dessen bestem Freund, dem Kunstmaler und Skulpteur Paul Mühlmeier, und hört wie Albert folgenden sie sehr beunruhigenden Satz sagt: „Dieses Weib muss ich haben!“ Wie kann Inge ahnen, dass die beiden kunstbeflissenen Männer gerade ein Fachgespräch führen, und mit „dieses Weib“ lediglich eine zum Verkauf stehende Plastik gemeint war! So herrscht am festlich gedeckten Frühstückstisch entsprechende dicke Luft, und als Albert nach München aufbricht, um eben jene Skulptur namens „Lilith“ in Augenschein zu nehmen, kommen Inge böse Vorahnungen. Auf Anraten ihrer besten Freundin Annemarie, einer Medizinstudentin, will Inge es nun ihrem mutmaßlich untreuen Gatten gleichtun und sagt einer Verabredung mit dem Gymnastiklehrer Kurt Fröhlich zu. Derweil erreicht Albert gerade noch rechtzeitig das Atelier von Freund Paul, denn dessen temperamentsgeladene Freundin Lilly hat bereits „Lilith“ in der Hand und will in einem Anfall von Eifersucht Pauls künstlerische Schöpfung an dessen Kopf werfen.
Daheim im Salzburg hat Inge Bühler Haushälterin Lina losgeschickt, um in der Bibliothek ein Buch zu besorgen. Hier macht sie die Bekanntschaft des leicht verschrobenen Bibliothekars Johannes Redlich, der sie, verwechslungslustspielgerecht, für die vereinsamte und vernachlässigte Gattin Bühlers hält, und beide kommen sich emotional näher. Wieder daheim bei Alberts Gattin Inge, klärt sich das Missverständnis um „Lilith“, und das Ehepaar Bühler bricht gemeinsam zur Verlobungsfeier von Alberts Schwester Christl auf. Die „sturmfreie Bude“ nutzt derweil Wirtschafterin Lina, um ihre Eroberung Johannes ins Haus einzuladen. Der ist von dem kunstsinnigen Prunk der Bühlers, zu denen er noch immer irrtümlicherweise Lina zählt, beeindruckt und probiert sogleich die luxuriöse Badewanne aus. Hier überschüttet er die beeindruckte Lina mit seinen selbstgedichteten Versen. Wenig später steht die Hochzeit Christls an, und das Ehepaar Bühler reist deshalb, diesmal mit Lina als Anhang, erneut nach Gut Schwarzau an. Um seinem Freund Paul, der mit Lilly von einem Krach in den nächsten schliddert, einen Zufluchtsort zu bieten, lädt Albert diesen dazu ein, die Tage seiner Abwesenheit in der freistehenden Salzburger Wohnung zu verbringen. Da Inge Paul nicht sonderlich mag, erzählt Albert weder ihr noch der Haushälterin von dem erwarteten, heimlichen Gast. Nur dumm, dass Lina beim letzten Mal ihren Johannes erneut zu Bühlers nach Hause ein- und nicht rechtzeitig wieder ausgeladen hat. Als erster unerwarteter Gast trudelt jedoch zunächst Gymnastiklehrer Fröhlich, der sich bei Inge Hoffnung gemacht hat, in der Wohnung ein. Ehe Gatte Albert ihn vor der Anreise nach Schwarzau entdecken konnte, hat Inge Kurt kurzerhand in den Garderobenschrank eingesperrt, ohne ihn vor der Abreise noch befreien zu können. 
Als nun der Lilly-Flüchtige Paul die vermeintlich menschenleere Wohnung betritt, nimmt das Unheil seinen Lauf. Kaum hat er den Garderobenschrank geöffnet, stürzt Sportlehrer Kurt heraus und flüchtet, im Glauben, den Hausherrn vor sich zu haben, in ein anderes Zimmer, um sich dort erneut zu verstecken. Paul, der annimmt, dass der „Einbrecher“ aus der Wohnung entflohen ist, nimmt daraufhin erst einmal genüsslich ein Schaumbad in der prachtvollen Wanne. Kurz darauf erscheint eine weitere Person in der Wohnung: Inges Freundin Annemarie, die von Inge einen Zweitschlüssel erhalten hat, um nach dem rechten zu sehen. Da sich der nackte Mann in der Wanne nicht sofort ausweisen kann, alarmiert Annemarie die Polizei, die Paul festnimmt und abführt. Das ist diesem gar nicht so unrecht, denn Paul hat erfahren, dass seine Furie von Freundin, Lilly, wutschnaubend nach Salzburg nachgereist ist. In einem Telefonat mit Schwarzau erfährt Annemarie, dass der hier anwesende Mann Alberts Freund Paul sei. Dies hört Kurt vom Nebenzimmer mit und gibt sich, nachdem der angebliche Einbrecher Paul abgeführt wurde, daraufhin als Paul Mühlmeier aus und behauptet, der soeben Verhaftete sei ein Fremder und somit ein Einbrecher gewesen. Annemarie und der falsche Paul, also Kurt, finden rasch Gefallen aneinander und verbringen die folgende Nacht gemeinsam, aber züchtig in der Bühlerschen Wohnung. 
Der Irrtum um Pauls Existenz klärt sich am nächsten Tag nach Rückfrage mit Albert in Schwarzau auf, und Paul wird auf freien Fuß gesetzt. Inge informiert nun die Polizei, dass der in der Wohnung verhaftete Fremde ihr Gymnastiklehrer Kurt sein müsse, woraufhin der Polizeiinspektor erneut zur Bühlerschen Wohnung fährt. Paul kehrt ebenfalls in die Wohnung des Freundes zurück, wo das Chaos nun seinen Lauf nimmt. Denn Paul wird nun erneut verhaftet, diesmal als „Einbrecher“ Kurt Fröhlich. Paul wiederum glaubt, die in der Wohnung angetroffenen beiden Leute, Kurt und Annemarie, müssten die Frau seines Freundes Albert, also Inge, und ihr Liebhaber sein; mithin wäre er also Zeuge eines Ehebruchs. Paul wird erneut verhaftet, und Kurt geht zurück zu seinem nächsten Gymnastikkurs. Somit befindet sich nur noch Annemarie in der Bühler-Wohnung. Auf Inges Freundin stößt nun die aus München angereiste Lilly, auf der Suche nach ihrem Paul. Lilly muss annehmen, dass es sich bei Annemarie um Pauls Geliebte handelt. Daraufhin herrscht zwischen beiden Frauen, im Glauben, man streite sich um denselben Mann, erst einmal Zoff. 
Im Hochzeitsort Gut Schwarzau machen sich zum selben Zeitpunkt alle Beteiligten Sorgen um die vertrackte Situation daheim in der Salzburger Wohnung: Denn jemand ist verhaftet worden, nur wer? Albert nimmt (zurecht) an, es handele sich um Paul; Inge glaubt, dies könne nur Sportsmann Kurt sein, und Lina hat ihren dichtenden Schwarm Johannes in Verdacht. Um die Dinge zu klären, fahren deshalb alle drei Hochzeitsfeierteilnehmer unabhängig voneinander zurück nach Salzburg in die Bühlersche Wohnung. Endlich, stark verspätet, taucht nun zu allem Überfluss auch noch Hobbydichter und Lina-Freund Johannes in der Salzburger Wohnung auf und macht es sich, von den anderen Anwesenden unbemerkt, erst einmal in der beliebten Badewanne bequem. Polizeiinspektor Knoll taucht wenig später auch noch auf, und das ganze Durcheinander wird endlich geordnet. Es finden sich drei glückliche Paare: Die miteinander verheirateten Albert und Inge sowie die sich frisch gefundenen Kurt und Annemarie und Johannes und Lina. Lediglich Paul hat es vorgezogen, sich auf die Flucht vor dem anstrengenden Temperamentsbündel Lilly zu begeben. Am Ende der Geschichte ist der einzige Mann, der in der Wanne verblieben ist, ein Pudel.

## Produktionsnotizen
Der Mann in der Wanne entstand in den österreichischen Ateliers von Thiersee und Parsch sowie in Salzburg und Umgebung. Die Uraufführung erfolgte am 14. August 1952 in Wien, die deutsche Premiere war am 19. September desselben Jahres.
Produzent Erich von Neusser übernahm auch die Produktionsleitung. Fritz Jüptner-Jonstorff und Fritz Mögle gestalteten die Filmbauten. Cutter Arnfried Heyne diente auch als Regieassistent, Franz Hofer war einfacher Kameramann unter der Leitung Hans Schneebergers.
Gespielt wird ein Musiktitel, der langsame Walzer Eine kleine Frage, Madame.

## Kritiken
Im Lexikon des Internationalen Films heißt es: „Leichteste Situationskomik, mit schwachen Schlagern aufgeputzt.“
Auf cinema heißt es: „Konfuse Verwechslungsgeschichte mit pseudoheiterem Geträller.“